# Wereldkampioenschappen zeilwagenrijden 1981
De wereldkampioenschappen zeilwagenrijden 1981 waren door de Internationale Vereniging voor Zeilwagensport (FISLY) georganiseerde kampioenschappen voor zeilwagenracers. De 3e editie van de wereldkampioenschappen vond plaats in het Franse Hardelot. Het was tevens de 19e editie van de Europese kampioenschappen.

## Uitslagen
| klasse   | Goud             | Zilver               | Brons          |
| -------- | ---------------- | -------------------- | -------------- |
| Klasse 2 | Georges Ameele   | Guy Houillon         | Pierre Nyssens |
| Klasse 3 | Bertrand Lambert | Bruno Berry          | Hervé Jamin    |
| Klasse 4 | K. Shakleton     | Stewart Mason        | Leslie Damsell |
| Klasse 5 | Mark White       | Peter Christopherson | L. Roussel     |
| Dames    | Vivian Ellis     | Marie Pierre Passet  | G. Goubet      |

1975 ·
1980 ·
1981 ·
1987 ·
1993 ·
1998 ·
2000 ·
2002 ·
2004 ·
2006 ·
2008 ·
2010 ·
2012 ·
2014 ·
2018 ·
2020
1963 ·
1964 ·
1965 ·
1966 ·
1967 ·
1968 ·
1969 ·
1970 ·
1971 ·
1972 ·
1973 ·
1974 ·
1975 ·
1976 ·
1977 ·
1978 ·
1979 ·
1980 ·
1981 ·
1982 ·
1983 ·
1984 ·
1985 ·
1986 ·
1987 ·
1988 ·
1989 ·
1990 ·
1991 ·
1992 ·
1993 ·
1994 ·
1995 ·
1996 ·
1997 ·
1998 ·
1999 ·
2000 ·
2001 ·
2002 ·
2003 ·
2004 ·
2005 ·
2006 ·
2007 ·
2009 ·
2010 ·
2011 ·
2013 ·
2015 ·
2016 ·
2017 ·
2019 ·
2020 ·